# غريس تشيزم يونغ
كانت غريس تشيزم يونغ (اسمها عند الولادة تشيزم) عالمة رياضيات إنجليزية. تلقت تعليمها في كلية غيرتون، كامبريدج، إنجلترا وواصلت دراستها في جامعة غوتينغن في ألمانيا، إذ أصبحت عام 1895 أول امرأة تحصل على الدكتوراه في أي مجال في هذا البلد. نُشرت مؤلفاتها الأولى باسم زوجها، وليام هنري يونغ، وتعاونا في العمل الرياضي طوال حياتهما. حصلت على جائزة غامبل للرياضيات من كلية غيرتون، جامعة كامبريدج عن عملها في التفاضل والتكامل (1914–1916).

## حياتها المبكرة
كانت أصغر أم لثلاثة أطفال ناجين. وكان والدها موظفًا مدنيًا كبيرًا، حمل لقب «حارس المعايير» المسؤول عن قسم الأوزان والمقاييس. تلقت الفتاتان تعليمهما في المنزل على يد والدتهما وأبيهما والمربية وكان هذا عرفًا سائدًا في ذلك الوقت. شجعتها عائلتها على الانخراط  في العمل الاجتماعي، ومساعدة الفقراء في لندن. كانت لديها تطلعات لدراسة الطب، لكن عائلتها لم تسمح لها بذلك. ومع ذلك، أرادت تشيزم مواصلة دراستها. واجتازت امتحان القبول في جامعة كامبريدج في سن السابعة عشرة.

## التعليم
دخلت تشيزم كلية غيرتون عام 1889 بعمر الثانية والعشرين، بعد أربع سنوات من اجتيازها امتحان القبول الأول وحصولها على منحة السير فرانسيس غولدسميد الدراسية من الكلية. في هذا الوقت، كانت الكلية مرتبطة بجامعة كامبريدج فقط بالرجال والنساء المصنّفين في قوائم مستقلة ولكن مترابطة. رغم أنها أرادت دراسة الطب، إلا أن والدتها لم تسمح بذلك، لذا، وبدعم من والدها، قررت دراسة الرياضيات. وفي نهاية عامها الأول، عندما صدرت قائمة ميس، احتلت المركز الثاني مباشرةً بعد إيزابيل ماديسون. اجتازت امتحاناتها النهائي عام 1893 بتقييم يعادل الدرجة الأولى، وصُنفت بين 23 و24  بالمقارنة مع 112 رجلاً.
أجرت (بشكل غير رسمي، تحدٍ مع إيزابيل ماديسون) امتحان للدراسة النهائية بدرجة الشرف في الرياضيات في جامعة أكسفورد عام 1892، وتفوقت على أداء جميع طلاب أكسفورد. ونتيجة لذلك، أصبحت أول شخص يحصل على درجة أولى في جامعتي أكسفورد وكامبريدج في أي موضوع.
بقيت تشيزم في كامبريدج سنة إضافية لاستكمال الجزء الثاني من امتحان درجة الشّرف الرياضي بكامبردج، الذي كان أمرًا غير عادي بالنسبة للنساء.
أرادت مواصلة دراستها ولكن لم تكن النساء تُقبل بعد في كليات الدراسات العليا في إنجلترا، لذا ذهبت إلى جامعة غوتنغن في ألمانيا للدراسة مع فيليكس كلاين. كان هذا أحد المراكز الرياضية الرئيسية في العالم. كان من الضروري أن توافق وزارة الثقافة في برلين على قرار قبولها، وهو جزء من تجربة قبول المرأة في الدراسات الجامعية. في عام 1895، في سن السابعة والعشرين، أصبحت تشيزم أول امرأة تحصل على درجة الدكتوراه في أي مجال في ألمانيا.
ومجددًا كان من الضروري الحصول على موافقة الحكومة للسماح لها بإجراء الامتحان، الذي كان يتألف من أسئلة سابرة يطرحها العديد من الأساتذة حول أقسام مثل الهندسة، والمعادلات التفاضلية، والفيزياء، والفلك، ومجال أطروحتها، وكلها باللغة الألمانية. بالإضافة إلى اختبارها كان يطلب منها حضور دورات تظهر معرفة أوسع وإعداد أطروحة بعنوان «التحقيقات النظرية للمجموعة الجبرية في علم المثلثات الكروية» (المجموعات الجبرية في علم المثلثات الكروية).

## البحث
بعد عودتها للزواج في إنجلترا عام 1896، استأنفت بحثها الذي بدأته في غوتنغن حول معادلة لتحديد مدار المذنب. واصل زوجها عمله في التدريب على الرياضيات. ولكنهما عادا إلى غوتنغن عام 1897، بتشجيع من فيليكس كلاين. وحضر كلاهما محاضرات متقدمة، ومع مواصلتها لأبحاثها الرياضية، بدأ زوجها في العمل بإبداع لأول مرة.
زاروا تورينو في إيطاليا لدراسة الهندسة الحديثة وبدؤوا العمل تحت إشراف كلاين في مجال جديد من نظرية المجموعة.ومنذ عام 1901 تقريبًا، بدأ يونغز بنشر الأبحاث معًا. كان هذه الأبحاث تتعلق بنظرية توابع المتغير الحقيقي، وتأثرت بشدة بالأفكار الجديدة التي توصلت إليها في غوتنغن. انتقلوا إلى جنيف في سويسرا عام 1908 ، وأثناء استقرارها في سويسرا كان زوجها يشغل سلسلة من المناصب الأكاديمية في الهند والمملكة المتحدة.
رغم أن معظم أعمالهما نُشرت بشكل مشترك، ولكن يُعتقد أن غريس أنجزت معظم الكتابة الفعلية، وقد أنتجت بعض الأعمال المستقلة التي كانت، وفقًا لرأي الخبراء، أعمق وأكثر أهمية من عمل زوجها. نشرا معًا ما مجموعه 214 بحث وأربعة كتب تقريبًا. بدأت بالنشر باسمها منذ عام 1914، وحصلت على جائزة غامبل عام 1915 من شركة غيرتون عن مقال حول المشتقات اللانهائية. حُفز هذا العمل بفضل تطورات المجهر التي سمحت بعرض حركة جزيئية حقيقية. ساهم عملها حول العلاقات بين مشتقات التابع العشوائي بين 1914-1916 في نظرية دينجوي-يونغ- ساكس.
وكتبوا كتابًا هندسيًا ابتدائيًا (الكتاب الأول في الهندسة، 1905) تُرجم إلى 4 لغات. نشر يونغز عام 1906 نظرية مجموعات النقاط، أول كتاب مدرسي حول نظرية المجموعة.

## الحياة الشخصية
تزوجت تشيزم وليام هنري يونغ عام 1896، وهو العام الذي حصلت فيه على الدكتوراه. من غوتنغن. درّسها لفصل واحد في كامبريدج وأصبحوا أصدقاء بعد أن كان أحد الأشخاص الذين أرسلت لهم نسخة من أطروحة الدكتوراه. واقترح التعاون في منشور عن علم الفلك لكنهم لم يتابعوا ذلك.أنجبوا ستة أطفال في غضون تسع سنوات.
وبالإضافة إلى مهنتها كامرأة رائدة في ما كان آنذاك تخصصًا ذو عوائق كبيرة للخوض فيه، فقد أكملت كل متطلبات الحصول على درجة طبية ما عدا التدريب. زتعلمت ست لغات وعلمت كل طفل من أطفالها العزف على آلة موسيقية. بالإضافة إلى ذلك، نشرت كتابين للأطفال (بيمبو: قصة حقيقية قصيرة لجيل ومولي (1905) وبيمبو والضفادع: قصة حقيقية أخرى (1907). تهدف القصة الأولى إلى توضيح من أين جاء الرضع للأطفال بينما كانت الثانية عن الخلايا. في عام 1929 بدأت رواية تاريخية بعنوان تاج إنجلترا في القرن السادس عشر. وعملت عليها لخمس سنوات ولكنها لم تُنشر قط.
مع اقتراب الحرب العالمية الثانية، غادرت سويسرا عام 1940 لتأخذ اثنين من أحفادها إلى إنجلترا. وخططت للعودة الفورية، لكنها لم تستطع بسبب سقوط فرنسا. فبقي ويليام وحيدًا، وتوفي بعد ذلك بعامين في عام 1942. بعد عامين توفيت غريس تشيزم يونغ بنوبة قلبية.
واصل ثلاثة من أطفالهما الستة دراسة الرياضيات (بما في ذلك لورنس تشيزم يونغ وسيسيليا روزاليند تانر)، وأصبحت ابنة واحدة (جانيت) طبيبة، وابن واحد (باتريك) كيميائي ومارس ولكنه عمل في مجال العلوم المالية والتجارية. قُتل ابنهما الأكبر (فرانك) في الحرب العالمية الأولى وكان لوفاته أثر عميق على والديه، مما قلل من إبداعهما الرياضي. واحدة من أحفاد غريس الأربعة عشر، سيلفيا ويغاند (ابنة لورانس)، هي عالمة رياضيات بجامعة نبراسكا ورئيسة سابقة لجمعية النساء في الرياضيات.

## الإرث
أنشأت سيلفيا ويغاند وزوجها روجر عام 1996 زمالة لأبحاث طلاب الدراسات العليا في جامعة نبراسكا تكريماً لغريس تشيزم يونغ وويليام هنري يونغ، سميت بجائزة غريس تشيزم يونغ وويليام هنري يونغ. سيلفيا أحد أحفاد جريس الأربعة عشر.